# SW匝道绿地
SW匝道绿地（又名延天绿地）位于中華人民共和國上海市长宁区延安西路和中山西路交汇处，毗邻天山公园，占地17000平方米，绿化面积达百分之73，绿地是由1997年动迁后与SW匝道一起建成的绿地，绿地内植物可认养，内有上海长宁园林绿化建设有限公司、厕所、篮球场、原天山电影院迁来的高15米“飞天”雕塑。